# Geranium alonsoi
Geranium alonsoi là một loài thực vật có hoa trong họ Mỏ hạc. Loài này được Aedo mô tả khoa học đầu tiên năm 2007 publ. 2008.